# Užovka nádherná
Užovka nádherná (Elaphe helena) je elegantní had z čeledi užovkovitých. Jedná se o hada s převážně soumračnou, až noční aktivitou.

## Popis
Základní zbarvení štíhlého těla je hnědavé, se žlutavými až bílými skvrnkami na okraji šupin. Za hlavou začínají čtyři tmavší pruhy, které se směrem ke skvrnitému ocasu rozpadají. Břicho má jednobarevně žluté až bělavé, někdy s jemnými skvrnkami, oko má kulatou zřítelnici. Tento druh má výrazný pohlavní dimorfismus – samice bývají o poznání delší a mohutnější (až 120 cm), proti přibližně 90 cm samcům.
Navzdory obrovskému území, které obývá a mnoha odlišným barevným odchylkám, byly vědecky popsány pouze dvě formy tohoto druhu. Jedná se o základní východoindickou a západoindickou formu, která se odlišuje příčným pruhováním, směrem k ocasu ustupujícím. Byly pozorovány též albinotické i melanické exempláře.

## Areál rozšíření
Užovka nádherná má rozsáhlý areál rozšíření, zahrnující Pákistán, Nepál, téměř celou Indii, Bangladéš, Bhútán, Kašmír, Sikkim, Assám a Srí Lanku. Zasahuje až do velkých výšek nad 1500 m n. m.

## Stanoviště
Obývá rozhraní buše a deštných lesů v subtropické a tropické oblasti

## Chov v zajetí
Pro chov postačí menší, nebo střední terárium s větvemi a nezbytnou miskou s vodou na pití i na koupání. Jako substrát můžeme použít dostatečně vlhkou směs písku a rašeliny (popř. Lignocelu). E. helena vyžaduje vyšší vlhkost 70–80 %, jinak má potíže se svlékáním. V příliš suchém teráriu se snaží zahrabávat do vlhčího substrátu, popř. tráví celé dny v misce s vodou. Teplotu udržujeme 26 – 28 °C přes den, v noci můžeme nechat poklesnout až k 18 °C. Světelný režim je asi 10–11 hodin denně.
Vzhledem k tomu, že je tento druh obyvatelem rozhraní buše a deštného lesa subtropické až tropické oblasti, není někdy doporučované zimování příliš vhodné. Naopak teploty pod 10 °C jsou pro tyto hady přímo nebezpečné! Postačí období tzv. klidu asi po dva měsíce, kdy snížíme teplotu na 15–16 °C.
Užovka nádherná zastrašuje potenciálního nepřítele vztyčením hlavy na esovitě prohnutém, nafouklém krku a po vzoru chřestýšů vibruje špičkou ocasu.
Užovka nádherná je velice klidný a mírný had, který kouše jen velice zřídka. I zvířata z přírody si brzy zvyknou na terárium, přestože jsou zpočátku trochu plachá. Jedinci odchovaní v teráriích se bez obav dají brát do ruky a zpravidla ani neprojevují jakýkoli náznak obranného chování.

## Potrava
V přírodě loví hlodavce přiměřené velikosti, ale také drobné ještěry, žáby a ptačí mláďata. V teráriu vystačíme s drobnějšími, živými laboratorními myškami, kterým dávají přednost před mrtvými.

## Rozmnožování
Páří se takřka po celý rok, snůšky (kterých může být až 6 za rok a čítající 4–8 vajec), však samice zbytečně vysilují. Inkubace vajec je dlouhá 60–80 dnů a probíhá za optimální teploty 29 °C, při 95–100% vlhkosti. Mladé, velice kontrastně zbarvené užovky jsou asi 25–30 cm dlouhé a svoji první potravu (holátka myší a cvrčky) začnou přijímat po 14–18 dnech. Mláďata rychle rostou a pohlavně dospívají již po roce a půl.